# Saison 2018 des Nationals de Washington
La saison 2018 des Nationals de Washington est la 14e saison en Ligue majeure de baseball pour cette équipe. 

## Saison régulière
La saison régulière de 162 matchs des Nationals débute le 29 mars par une visite aux Reds de Cincinnati et se termine le 30 septembre suivant. Le premier match local au Nationals Park de Washington est programmé pour le 5 avril face aux Mets de New York.

### Classement
| Ligue nationale division Est | V  | D  | %    | Diff. | Diff. (élim.) |
| ---------------------------- | -- | -- | ---- | ----- | ------------- |
| Braves d'Atlanta             | 90 | 72 | ,556 | -     | -             |
| Nationals de Washington      | 82 | 80 | ,506 | 8     | -             |
| Phillies de Philadelphie     | 80 | 82 | ,494 | 10    | -             |
| Mets de New York             | 77 | 85 | ,475 | 13    | -             |
| Marlins de Miami             | 63 | 98 | ,391 | 26.5  | -             |